# Bend Over And Pray The Lord
Bend Over And Pray The Lord és l'àlbum de la banda Lordi. Va ser gravat el 1997 però no publicat fins a la primavera de 2012.

## Llista de Cançons
1. Get Heavy
2. Playing The Devil (Bend Over and Pray the Lord)
3. Cyberundertaker
4. Steamroller
5. Almost Human
6. Idol
7. Paint In Blood
8. Death Suits You Fine
9. I Am The Leviathan
10. Take Me To Your Leader
11. Monstermotorhellmachine
12. With Love And Sledgehammer
13. The Dead Are The Family
14. White Lightning Moonshine